# Kierzliny
Kierzliny (deutsch Kirschlainen) ist ein Ort in der polnischen Woiwodschaft Ermland-Masuren. Er gehört zur Gmina Barczewo (Stadt- und Landgemeinde Wartenburg i. Ostpr.) im Powiat Olsztyński (Kreis Allenstein).

## Geographische Lage
Kierzliny liegt am Ostufer der Kleinen Aarsees (polnisch Jezioro Kierzlińskie Małe) im Westen der Woiwodschaft Ermland-Masuren, 18 Kilometer östlich der Kreis- und Woiwodschaftshauptstadt Olsztyn (deutsch Allenstein).

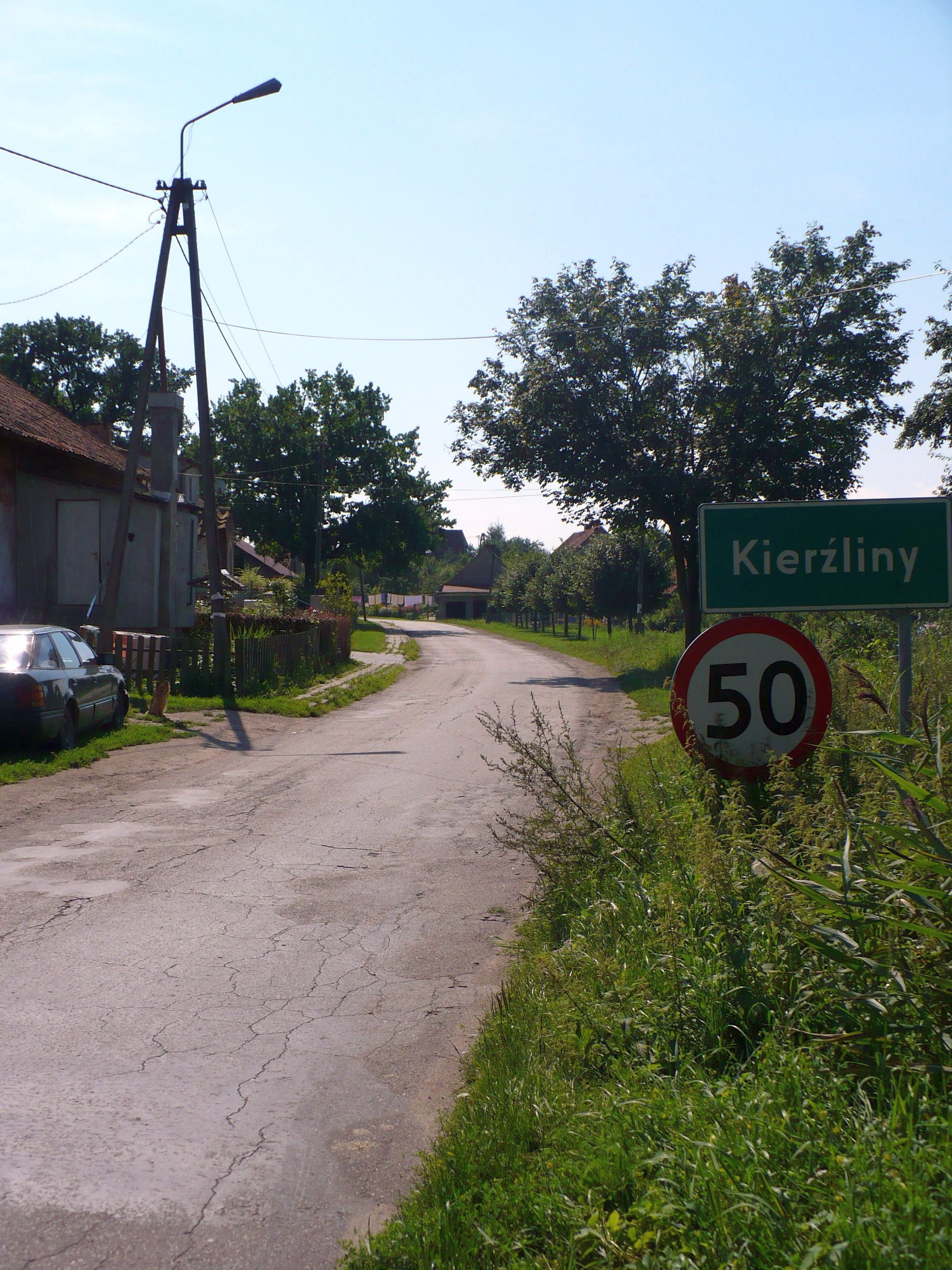
Ortseinfahrt Kierzliny

## Geschichte
Das 1393 erstmals als Kirsnyn erwähnte, danach Groß Kirsnyn und nach 1420 Kirschleinen genannte Dorf gehörte 1785 zum Amt Wartenberg im Kreis Heilsberg und 1817 zum Kreis Allenstein in Ostpreußen. Zwischen 1874 und 1945 war die Landgemeinde Kirschlainen in den Amtsbezirk Hirschberg (polnisch Jedzbark) eingegliedert.
Im Jahre 1910 waren in Kirschlainen 234 Einwohner gemeldet. Am 30. September 1928 vergrößerte sich Kirschlainen um den Gutsbezirk Kutzborn (polnisch Studzianek), der eingemeindet wurde. Die Gesamteinwohnerzahl belief sich 1933 auf 296 und 1939 auf 278.
Als 1945 in Kriegsfolge das gesamte südliche Ostpreußen an Polen abgetreten wurde, erhielt Kirschlainen die polnische Namensform „Kierzliny“. Heute ist der Ort in die Stadt- und Landgemeinde Gmina Barczewo (Wartenburg i. Ostpr.) im Powiat Olsztyński (Kreis Allenstein) eingegliedert, von 1975 bis 1998 der Woiwodschaft Olsztyn, seither der Woiwodschaft Ermland-Masuren zugehörig.

## Kirche
Bis 1945 war Kirschlainen in die evangelische Kirche Wartenburg (Ostpreußen) in der Kirchenprovinz Ostpreußen der Kirche der Altpreußischen Union, außerdem in die römisch-katholische St.-Anna-Kirche Wartenburg (Barczewo) eingepfarrt.
Heute gehört Kierzliny katholischerseits zur St.-Andreas-Kirche Barczewo im Erzbistum Ermland, evangelischerseits zur Christus-Erlöser-Kirche Olsztyn (Allenstein) in der Diözese Masuren der Evangelisch-Augsburgische Kirche in Polen.

## Verkehr
Kierzliny liegt an einer Nebenstraße, die von Krupoliny (Kroplainen) nach Bartołty Wielkie (Groß Bartelsdorf) führt. Eine Anbindung an den Bahnverkehr besteht nicht.